# Classificació general a la Volta a Espanya
La classificació general a la Volta a Espanya és la classificació de la Volta a Espanya que recompensa el corredor que ha gastat menys temps per fer totes les etapes de la cursa, tenint en compte també els segons de les bonificacions obtingudes a les arribades de les etapes i als esprints intermedis. Des de l'edició de 2010 aquesta classificació es distingeix amb el mallot vermell.

## Història
El mallot per distingir el líder de la classificació general a la Volta a Espanya no ha tingut un mateix color al llarg del temps. Si en un principi es va escollir el color taronja, fins al 1950 es va canviant depenent dels anys. El 1955, El Correo, organitzador de la cursa, va escollir el color groc, com feia el Tour de França. Amb excepció de l'any 1977, el groc va durar fins al 1998. L'any següent es va triar el color or per distingir el líder i no fou fins a l'edició de 2010 que es va triar el vermell que hi ha actualment.
| Data        | Color                        |
| ----------- | ---------------------------- |
| 1935-1936   | Taronja                      |
| 1941        | Blanc                        |
| 1942        | Taronja                      |
| 1945        | Vermell                      |
| 1946-1950   | Blanc amb una banda vermella |
| 1955-1976   | Groc                         |
| 1977        | Taronja                      |
| 1978-1998   | Groc                         |
| 1999-2009   | Or                           |
| Des de 2010 | Vermell                      |

## Palmarès
| Any     | Ciclista                      | Equip                             | Temps               | Altres mallots     |
| ------- | ----------------------------- | --------------------------------- | ------------------- | ------------------ |
| 1935    | Gustaaf Deloor                | Independent                       | 120h01'02"          | -                  |
| 1936    | Gustaaf Deloor                | Independent                       | 150h07'54"          | -                  |
| 1937-40 | no disputada                  |                                   |                     |                    |
| 1941    | Julián Berrendero             | Independent                       | 168h45'26"          | -                  |
| 1942    | Julián Berrendero             | Independent                       | 134h05'09"          | Muntanya           |
| 1943-44 | no disputada                  |                                   |                     |                    |
| 1945    | Delio Rodríguez               | Independent                       | 135h43'55"          | Punts              |
| 1946    | Dalmacio Langarica            | Galindo                           | 137h10'38"          | -                  |
| 1947    | Edward Van Dijck              | Independent                       | 132h27'00"          | -                  |
| 1948    | Bernardo Ruiz                 | UE Sants                          | 155h06'30"          | Muntanya           |
| 1949    | no disputada                  |                                   |                     |                    |
| 1950    | Emilio Rodríguez              | Independent                       | 134h49'19"          | Muntanya           |
| 1951-54 | no disputada                  |                                   |                     |                    |
| 1955    | Jean Dotto                    | França                            | 81h04'02"           | -                  |
| 1956    | Angelo Conterno               | Itàlia                            | 105h37'52"          | -                  |
| 1957    | Jesús Loroño                  | Espanya                           | 84h44'06"           | -                  |
| 1958    | Jean Stablinski               | França                            | 94h54'21"           | -                  |
| 1959    | Antonio Suárez                | Licor 43                          | 84h36'20"           | Muntanya           |
| 1960    | Frans De Mulder               | Groene Leeuw-SAS-Sinalco          | 103h05'57"          | -                  |
| 1961    | Angelino Soler                | Faema                             | 77h36'17"           | -                  |
| 1962    | Rudi Altig                    | Saint-Raphaël-Gitane              | 78h35'27"           | Punts              |
| 1963    | Jacques Anquetil              | Saint-Raphaël-Gitane              | 64h46'20"           | -                  |
| 1964    | Raymond Poulidor              | Mercier-BP-Hutchinson             | 78h23'35"           | -                  |
| 1965    | Rolf Wolfshohl                | Mercier-BP-Hutchinson             | 92h36'03"           | -                  |
| 1966    | Francisco Gabica              | KAS-Kaskol                        | 78h53'55"           | -                  |
| 1967    | Jan Janssen                   | Pelforth-Sauvage-Lejeune          | 76h38'04"           | Punts              |
| 1968    | Felice Gimondi                | Salvarani                         | 78h29'00"           | -                  |
| 1969    | Roger Pingeon                 | Peugeot-BP-Michelin               | 73h18'45"           | -                  |
| 1970    | Luis Ocaña                    | Bic                               | 89h57'12"           | -                  |
| 1971    | Ferdinand Bracke              | Peugeot-BP-Michelin               | 73h50'05"           | -                  |
| 1972    | José Manuel Fuente            | KAS-Kaskol                        | 82h34'14"           | Muntanya Combinada |
| 1973    | Eddy Merckx                   | Molteni                           | 84h40'50"           | Punts Combinada    |
| 1974    | José Manuel Fuente            | KAS-Kaskol                        | 86h48'18"           | -                  |
| 1975    | Agustín Tamames               | Super Ser                         | 88h00'56"           | -                  |
| 1976    | Josep Pesarrodona             | KAS-Campagnolo                    | 93h19'10"           | -                  |
| 1977    | Freddy Maertens               | Flandria-Velda                    | 78h54'36"           | Punts              |
| 1978    | Bernard Hinault               | Renault-Gitane                    | 85h24'14"           | -                  |
| 1979    | Joop Zoetemelk                | Miko-Mercier-Vivagel              | 94h57'03"           | -                  |
| 1980    | Faustino Ruperez              | Zor-Vereco-Campagnolo             | 88h23'21"           | -                  |
| 1981    | Giovanni Battaglin            | Inoxpran                          | 98h04'49"           | -                  |
| 1982    | Marino Lejarreta              | Teka                              | 95h47'23"           | -                  |
| 1983    | Bernard Hinault               | Renault-Elf                       | 94h28'26"           | -                  |
| 1984    | Eric Caritoux                 | Skil-Sem                          | 90h08'03"           | -                  |
| 1985    | Pedro Delgado                 | Orbea-Gin MG                      | 95h58'00"           | -                  |
| 1986    | Álvaro Pino                   | Zor-BH                            | 98h16'04"           | -                  |
| 1987    | Luis Herrera                  | Café de Colombia                  | 105h34'25"          | Muntanya           |
| 1988    | Sean Kelly                    | KAS-Canal 10                      | 89h19'23"           | Punts Combinada    |
| 1989    | Pedro Delgado                 | Reynolds                          | 93h01'17"           | -                  |
| 1990    | Marco Giovannetti             | Seur                              | 94h36'40"           | -                  |
| 1991    | Melchor Mauri                 | ONCE                              | 82h48'07"           | -                  |
| 1992    | Tony Rominger                 | CLAS-Cajastur                     | 96h14'50"           | Combinada          |
| 1993    | Tony Rominger                 | CLAS-Cajastur                     | 96h07'03"           | Punts Muntanya     |
| 1994    | Tony Rominger                 | Mapei-CLAS                        | 92h07'48"           | -                  |
| 1995    | Laurent Jalabert              | ONCE                              | 95h30'33"           | Punts Muntanya     |
| 1996    | Alex Zülle                    | ONCE                              | 97h31'46"           | -                  |
| 1997    | Alex Zülle                    | ONCE                              | 91h15'55"           | -                  |
| 1998    | Abraham Olano                 | Banesto                           | 93h44'08"           | -                  |
| 1999    | Jan Ullrich                   | Team Telekom                      | 89h52'03"           | -                  |
| 2000    | Roberto Heras                 | Kelme-Costa Blanca                | 70h26'14"           | Punts              |
| 2001    | Ángel Casero                  | Festina-Lotus                     | 70h49'05"           | -                  |
| 2002    | Aitor González                | Kelme-Costa Blanca                | 75h13'52"           | -                  |
| 2003    | Roberto Heras                 | US Postal Service p/b Berry Floor | 69h31'52"           | -                  |
| 2004    | Roberto Heras                 | Liberty Seguros                   | 77h42'46"           | Combinada          |
| 2005    | Roberto Heras                 | Liberty Seguros                   | 82h22'55"           | Combinada          |
| 2006    | Aleksandr Vinokúrov           | Astana                            | 81h23'07"           | Combinada          |
| 2007    | Denís Ménxov                  | Rabobank                          | 80h59'07"           | Muntanya Combinada |
| 2008    | Alberto Contador              | Astana                            | 80h40'08"           | Combinada          |
| 2009    | Alejandro Valverde            | Caisse d'Epargne                  | 87h22'37"           | Combinada          |
| 2010    | Vincenzo Nibali               | Liquigas-Doimo                    | 87h18'33"           | Combinada          |
| 2011    | Juan José Cobo · Chris Froome | Geox-TMC Team Sky                 | 84h59'31" 84h59'44" | Combinada          |
| 2012    | Alberto Contador              | Team Saxo Bank-Tinkoff Bank       | 84h59"49            | Combativitat       |
| 2013    | Chris Horner                  | RadioShack-Leopard                | 84h36'04"           | Combinada          |
| 2014    | Alberto Contador              | Tinkoff-Saxo                      | 81h25'05"           | Combinada          |
| 2015    | Fabio Aru                     | Team Astana                       | 85h36'13"           |                    |
| 2016    | Nairo Quintana                | Movistar Team                     | 83h31'28"           | Combinada          |
| 2017    | Christopher Froome            | Team Sky                          | 82h30'02"           | Punts Combinada    |
| 2018    | Simon Yates                   | Mitchelton-Scott                  | 82h05'58"           | Combinada          |
| 2019    | Primož Roglič                 | Team Jumbo-Visma                  | 83h07'31"           | Punts              |
| 2020    | Primož Roglič                 | Team Jumbo-Visma                  | 72h46'12"           | Punts              |
| 2021    | Primož Roglič                 | Team Jumbo-Visma                  | 83h55'29"           |                    |
| 2022    | Remco Evenepoel               | Quick-Step Alpha Vinyl Team       | 80h26'59"           | Joves              |
| 2023    | Sepp Kuss                     | Team Jumbo-Visma                  | 76h48'21"           | -                  |